# صباح الدين بوجاك
صباح الدين بوجاك مواليد 20 أكتوبر 1959 في تريبينيي، جمهورية يوغوسلافيا الاشتراكية الاتحادية، هو لاعب كرة قدم بوسني سابق كان يلعب كمهاجم.